# Schlossstraße (Bützow)
Die  Schlossstraße  (historisch korrekt: Schloßstraße) ist eine Anliegerstraße im einst umwallten historischen Stadtkern der ehemaligen Bischofsresidenz und Universitätsstadt Bützow im Landkreis Rostock in Mecklenburg.

## Geografische Lage
Die Schloßstraße verbindet als Einbahnstraße den Schloßplatz mit der Langen Straße (Gänsemarkt). Als Querstraßen sind die 6. Wallstraße und die 3. Ausfallstraße an diese Straße angeschlossen. Der Fahrbahnbelag variiert zwischen Asphalt und Kopfsteinpflaster.

## Geschichte
Die im 13. Jahrhundert vom Hopfenwall zum heutigen Schloßplatz verlegte Bischofsburg wurde im 15. Jahrhundert durch den Bischof Nicolaus Böddeker vollendet. Die entstandene Niederungsburg besaß drei involvierte Burgtore, im Westen das Haupttor mit Torhaus und Brücke, im Osten ein doppeltes Stadttor mit der dazwischen liegenden Gerichtsbrücke. Hinter der Gerichtsbrücke begann ein Damm in den umwallten Stadtkern. Dieser Damm wurde Vorm Schloße genannt, er teilte zur Nordseite das schon bebaute Stadtgebiet, zur Südseite den fürstlichen Lustgarten. 1790 wurde der fürstliche Lustgarten in 5 Bauplätze aufgeteilt und für je 600 Reichstaler verkauft. Bedingung für den Verkauf war, dass die Plätze mit anständigen Häusern von zwei Etagen in gleicher Tiefe und Höhe bebaut werden. Durch die Bebauung entstand ein auch ein neuer befestigter Weg, dieser erhielt den Namen Schloßstraße.

## Straßenname im Wandel der Zeit
Der erste Beleg in dem noch erhaltenen Archivmaterial für das Gebiet, erscheint im Jahr 1663 als „Vorm Schloße“. Die heutige Namensform Schloßstraße erschien 1833 in dem Buch (Versuch einer topographisch-historischen Darstellung der Stadt Bützow) von Wilhelm Ferdinand Rong zum ersten Mal.
Auf Beschluss der Ratsherren der Stadt, wurde am 20. Mai 1933 die Schloßstraße nach dem damaligen Gauleiter der NSDAP von Mecklenburg-Lübeck umbenannt. Die Straße erhielt den Namen: Friedrich-Hildebrandt-Straße. Eine Reihe weiterer Straßen der Stadt Bützow erhielten damals auch Straßennamen führender NS-Politiker. Mit dem Ende des Zweiten Weltkriegs 1945 wurde der Name getilgt und die Straße wurde wieder zur Schloßstraße.
Am 11. September 1949 erhielt die Straße den Namen Liselotte-Hermann-Straße. 1990 wurde ein Gremium gebildet, um über die Rückbenennung der historischen Straßennamen zu beraten und abzustimmen. Mit dem Beschluss vom 1. Oktober 1990 erhielt die Schloßstraße ihren Namen zurück.

## Bebauung

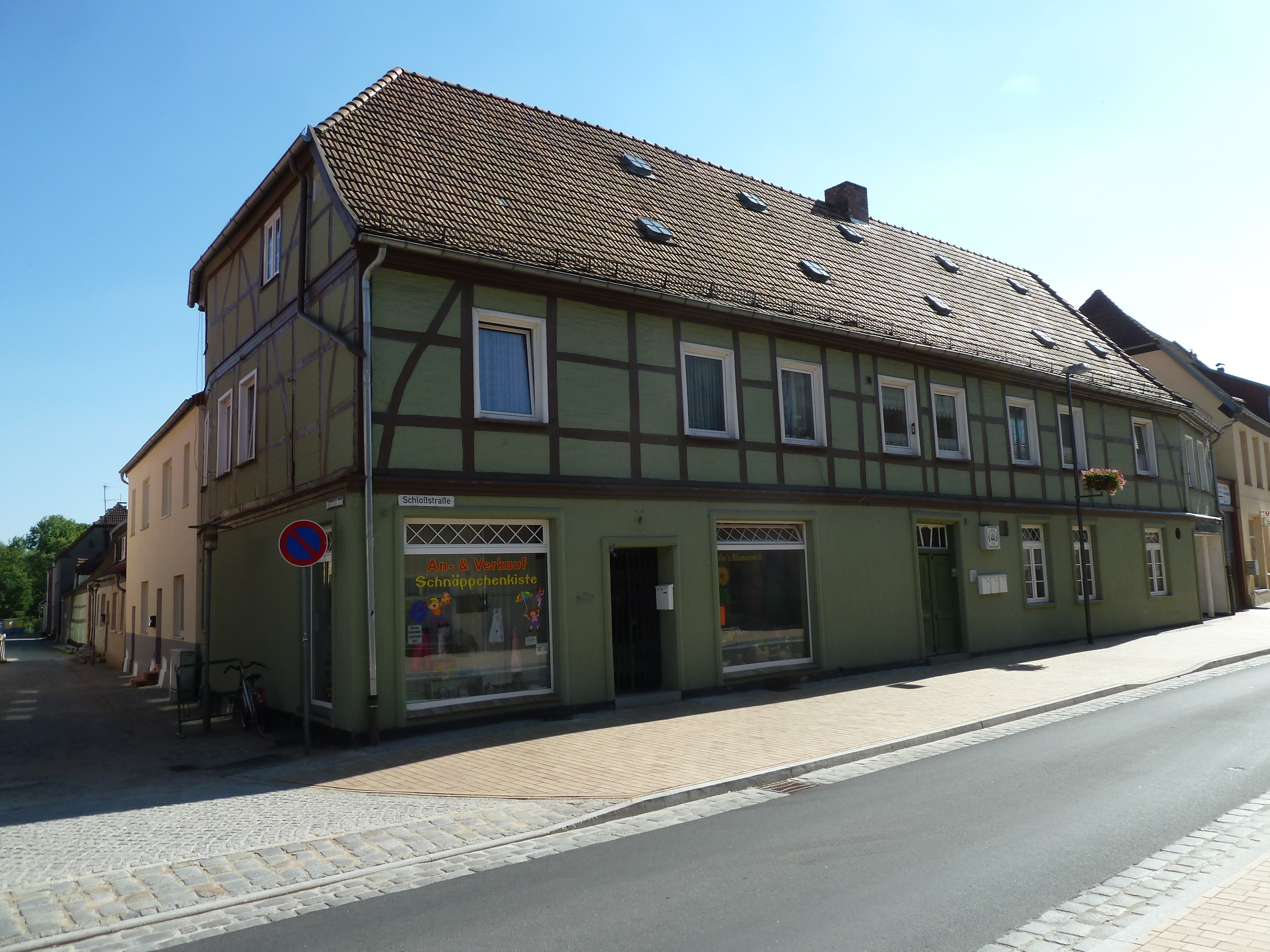
Schloßstraße 1

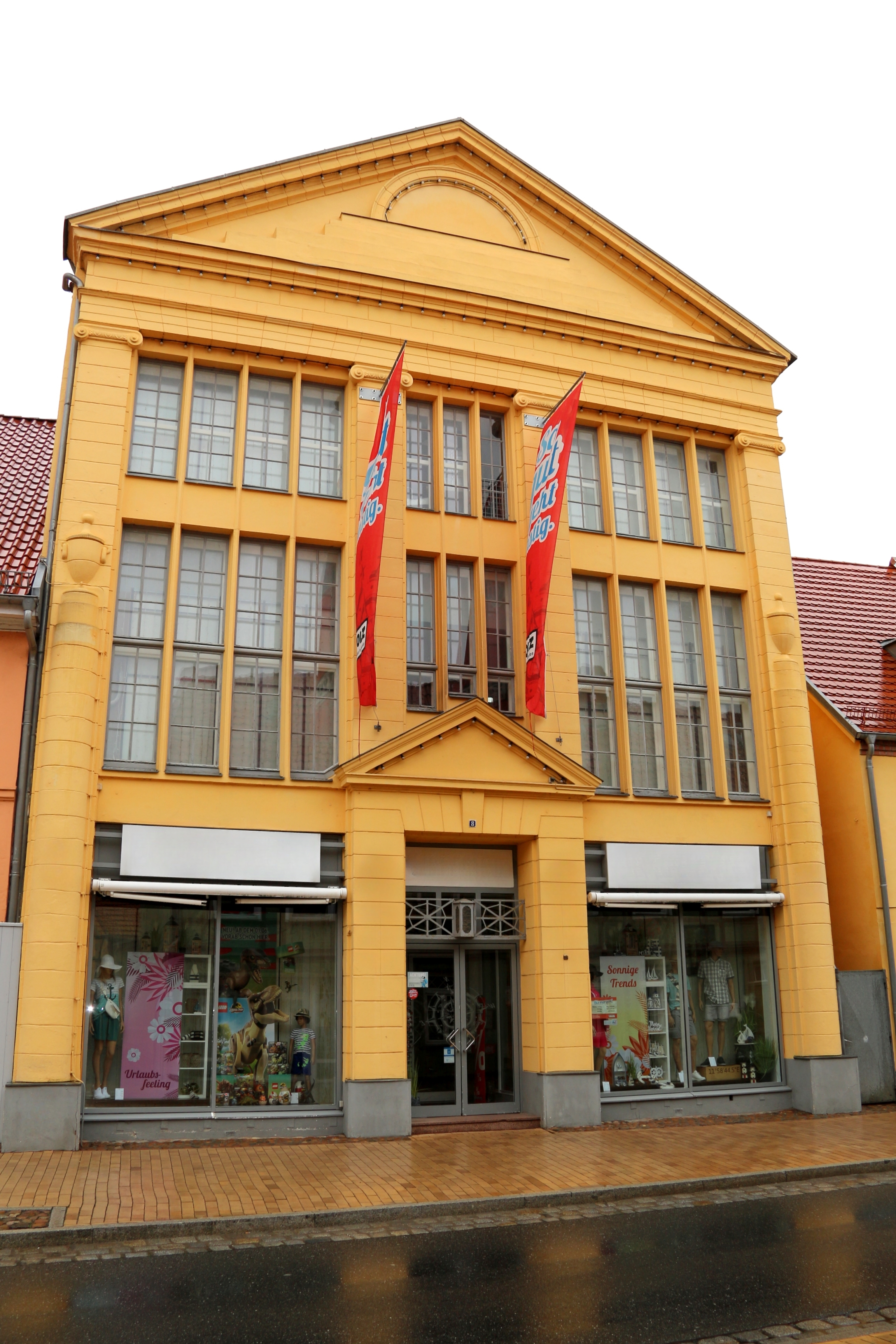
Schloßstraße 8

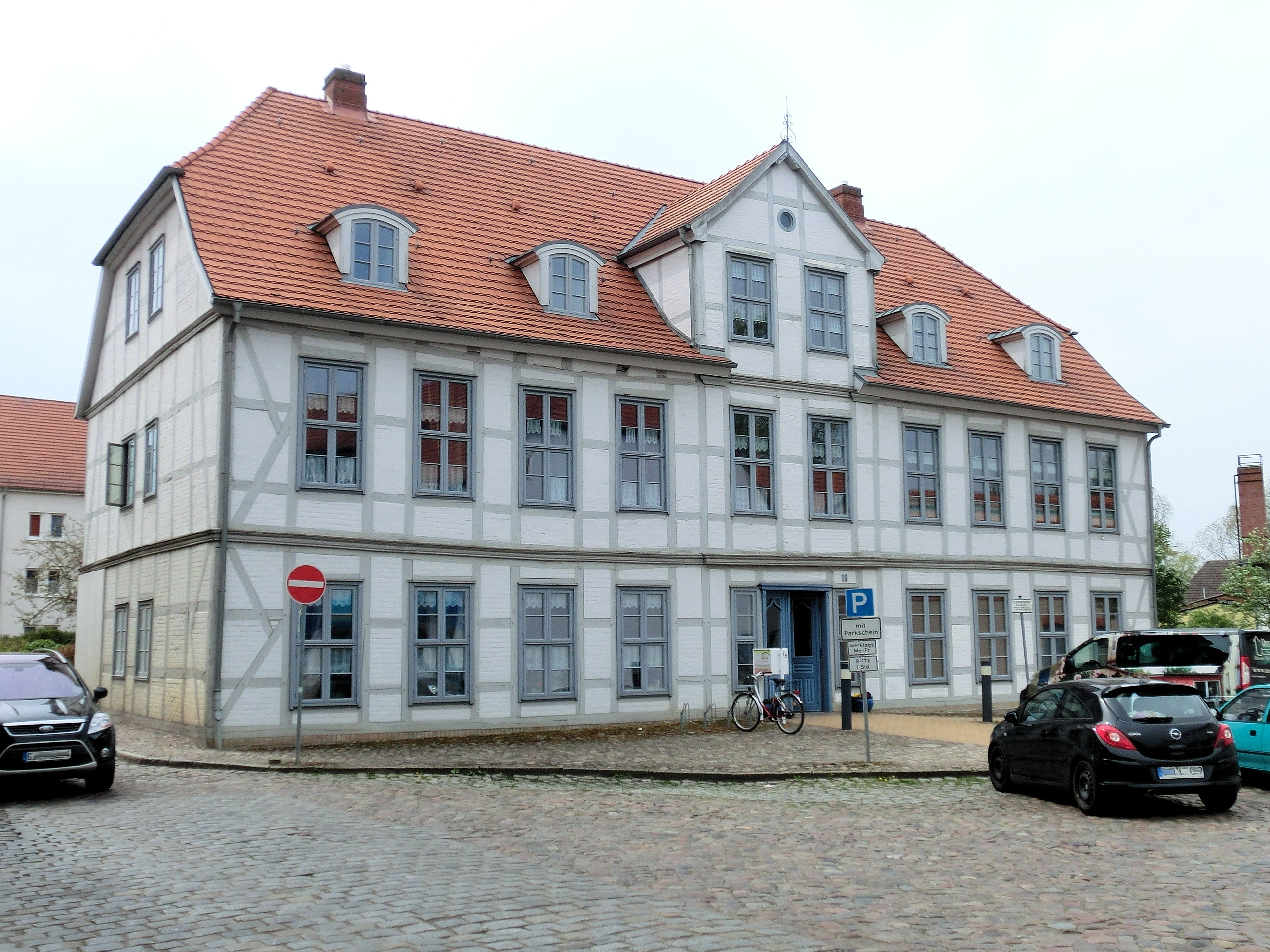
Oertzen’sche Herrenhaus Nr. 16

An der Straße stehen zumeist zwei- bis dreigeschossige Wohn- und Geschäftshäuser.
Die Denkmalplakette  kennzeichnet Baudenkmale der Schloßstraße.
| Haus Nr. | Historische Haus- nummer bis 1908 |  | Geschichtliche Anmerkungen | Eigentümer oder Verwendung |
| -------- | --------------------------------- |  | --- | --- |
| 1        | 93                                |  | Hier wurde 1794 die erste Spielkartenfabrik Mecklenburg-Schwerins durch Conrad Zacharias Klingner gegründet. Gründungshaus der R. Dolberg Aktiengesellschaft | ehemals: Spielkartenfabrikant Conrad Zacharias Klingner, später: Buchdrucker Friedrich Lorentz, später: Oberpostmeister Carl Finger, später: Kaufmann Karl Teich, später: Kaufmann Ernst Holz                                                              |
| 2        | 108                               |  | | ehemals: Schlossermeister Johann Christian Behrens, später: Kaufmann Bernhard Behrens, später: Schneidermeister Heinrich Voth |
| 3        | 94                                |  | Geburtshaus der Lotte Klemm | ehemals: Schornsteinfeger und Gastwirt Franz Simon Schleicher, später: Pferdehändler Carl Kirchner, später: Kaufmann Ludwig Klemm, später: Schmiede u. landw. Reparatur-Werkstatt Karl Voß, später: Drogist Fritz Dimter                                   |
| 4        | 107                               |  | | ehemals: Steueraufseher Carl Wiese, später: Kaufmann Bernhard Behrens, später: Schuhmachermeister Hermann Stiegmann, später: Schneiderei Lisbeth Kaiser |
| 5        | 95                                |  | | ehemals: Oberamtmann Niclas Seeler, später: Criminalrat des Criminal-Collegium Bützow Moritz Hinrichsen, später: Dr. med Heinrich Busselitz, später: Geschäftslokal des Vorschuß-Vereins zu Bützow, später: Elektr. Installationsgeschäft Christoph Herbst |
| 6,       | 106                               |  | | ehemals: Hutmacher Christian Reinhard, später: Pantoffelfabrikant Friedrich Stolte, später: Schuhmachermeister Friedrich Behrens, später: Schuhmachermeister Heinrich Behrens später:Schuhwarenhandlung Richard Eisenträger                                |
| 7        | 96                                |  | | ehemals: Caroline von Plessen, später: Friedrich August von Schack, später: Brauer Julius Richter, später: Schloßbrauerei, später: Niederlage der Brauerei Mahn & Ohlerich A.G.- Vertr. Heinrich Schmüser                                                  |
| 8        | 105                               |  | Kaufhaus Gustav Ramelow | ehemals: Schneidermeister Johann Venske, später: Schlossermeister Friedrich Schütt, später: Gustav Ramelow, später: HO Kaufhaus „Kontakt“ |
| 9        | 97                                |  | Gründungsort der Bützower Freimaurerloge Urania zur Eintracht, 1898–1914 residierte in diesem Haus der Kaiser von Bützow                                     | ehemals: Bäckermeister Joachim Christian Drühl, später: Gasthof Hôtel de Prusse Inh. Carl Vogler, später: Hotel Preussenhof Inh. Wilhelm Toll |
| 10       | 104                               |  | Hier wurde 1839 die erste Bützower Zeitung, „Der Volksfreund“, vom Ratsbuchdrucker Friedrich Werner herausgegeben.                                           | ehemals: Rittmeister Johann von Kohlhans, später: Ratsbuchdrucker Friedrich Werner, später: Rentier Julius Richter, später: Teil des HO Kaufhaus „Kontakt“                                                                                                 |
| 12       | 99                                |  | | ehemals: Johann von Kohlhans, später: Henriette von Restorff und Criminalrat Emil Giffenig, später: Justizrat Erdwin Vorbeck |
| 14       | 98                                |  | | ehemals: Johann von Kohlhans, später: Stadtassessor August Müller und Amalia von Plessen, geb. Weltzien |
| 16       | 102                               |  | Oertzen’sches Herrenhaus | ehemals: Claus Dethloff III. von Oertzen, später: Kammerherrin Maria von Plessen, später: Wilhelm Petrow, später: Oberlehrer Saubert |